# 林謙佑
林 謙佑（はやし けんすけ、1995年4月22日 - ）は、地方競馬の高知競馬・田中守厩舎所属の騎手である。

## 来歴
2015年3月31日に地方競馬騎手免許を取得し、船橋競馬場の伊藤滋規厩舎に所属する。勝負服は元船橋所属の桑島孝春の柄を引き継いだ。
6月9日、川崎競馬第6競走でサンレイジェムに騎乗し初騎乗を果たす（14頭立て13着）。7月20日、船橋競馬第10競走をマイネルジパングで勝ち、デビュー11戦目にして初勝利を挙げた。
デビューから4か月後の8月22日から2016年8月21日まで高知競馬場において期間限定騎乗を行う。また、2017年3月25日から2018年3月22日まで高知競馬場で期間限定騎乗をしていた。
2018年1月17日、高知競馬第12競走で地方通算100勝を達成、船橋競馬にて初勝利を挙げたマイネルジパングでの100勝達成となった。
2018年3月11日の御厨人窟賞をセトノプロミスで勝利。期間限定騎乗中に重賞初制覇を飾る。
2018年4月1日付けで高知競馬に移籍、田中守厩舎に所属する。
2022年はガルボマンボとのコンビで高知優駿、黒潮菊花賞を勝利し高知三冠のうち二冠を勝利する。

## 主な騎乗馬
- セトノプロミス（2018年御厨人窟賞）
- サクラインザスカイ（2018年トレノ賞）
- ガルボマンボ（2022年高知優駿、黒潮菊花賞、高知県知事賞、2023年だるま夕日賞、二十四万石賞、黒潮マイルチャンピオンシップ、2024年珊瑚冠賞）[8]
- グリートパルフェ（2023年はがくれ大賞典）
- グラティアスグー（2024年黒潮マイルチャンピオンシップ）